# Paramunnopsis longicornis
Paramunnopsis longicornis är en kräftdjursart som först beskrevs av Hansen 1895.  Paramunnopsis longicornis ingår i släktet Paramunnopsis och familjen Munnopsidae. Inga underarter finns listade i Catalogue of Life.